# Керпомъю
Керпомъю или Керпамъю (устар. Керпам-Ю) — река в России, течёт по территории Удорского района Республики Коми. Левая составляющая реки Субась.
Длина реки составляет 24 км.

## Данные водного реестра
По данным государственного водного реестра России относится к Двинско-Печорскому бассейновому округу, водохозяйственный участок реки — Мезень от истока до водомерного поста у деревни Малонисогорская. Речной бассейн реки — Мезень.
Код объекта в государственном водном реестре — 03030000112103000044176.